# Reichsstraße 358
Als Reichsstraße 358 (R 358) wurde nach der Übernahme des Elsass in deutsche Zivilverwaltung im Jahr 1940 bis 1944 die als Reichsstraße behandelte Straßenverbindung bezeichnet, die in Strasbourg (Straßburg) von der damaligen Reichsstraße 9 abzweigte und auf der Trasse der heutigen Route départementale 392 (ehemals Route nationale 392) über Molsheim und Schirmeck, wo die damalige Reichsstraße 359 nach Saales abzweigte, zum Col du Donon führte, kurz hinter dem sie das Unterelsass verließ.
Ihre Gesamtlänge betrug rund 57 Kilometer.